# Teddy Geiger
Teddy Geiger, née le 16 septembre 1988 à Rochester, New York aux États-Unis) est une chanteuse et occasionnellement actrice. Elle a été remarquée grâce à certains de ses meilleurs tubes tels que For You I Will ou bien These Walls.
Après son spectacle à St-Paul, elle a accru sa popularité jusqu'à aller au Kids Choice Awards 2005.

## Biographie
Teddy Geiger a écrit sa première chanson vers l'âge de 10 ans. Au départ, Geiger rencontre des difficultés à percer. C'est grâce à son single For You I Will, utilisé dans un sitcom américain, que le public la découvre. En 2006 ce même single fut nommé aux Teen Choice Awards comme « Meilleure chanson d'amour ».
Geiger compose plusieurs titres pour terminer son premier album, puis interrompt sa carrière quelques années plus tard, à l'âge de 21 ans, pour se consacrer à l'écriture et à la production de chansons pour divers artistes.
Le 27 octobre 2017, Teddy annonce sur Instagram entamer une transition de genre.
Depuis 2006, Teddy Geiger collabore avec Shawn Mendes. Elle a d'ailleurs participé à l'écriture de tubes comme Treat You Better ou Mercy. Teddy Geiger a co-écrit, co-composé et produit la plupart des titres de l'album homonyme de Shawn Mendes, sorti en mai 2018,.

## Discographie

### Albums
- Underage Thinking (21 mars 2006)
- The Last Fears (2013)

### Singles
- For You I Will (Confidence) (2006)
- These Walls (2006)
- Under Pressure avec Shawn Mendes (2018)

### Film
- Le Rocker → Curtis (2008)